# Norma Cossetto

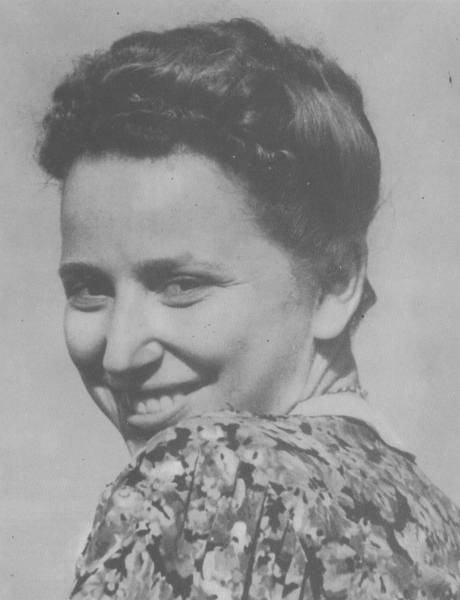

Norma Cossetto (Visinada 1920-Antignana 1943) fue una muchacha italiana, asesinada durante la Segunda Guerra Mundial por los partisanos de Tito en las primeras masacres de las Foibe acaecidas en 1943.

## Biografía
Norma Cossetto nació en Visinada (Istria occidental) en 1920, en una familia burguesa italiana de Istria. Desde joven se asoció a las organizaciones juveniles italianas de Pola y se inscribió en 1939 en la Universidad de Padua para graduarse como profesora de literatura italiana. 
En septiembre de 1943 (después del Armisticio de Italia) Norma estaba preparando su tesis de graduación (titulada "Istria Rossa"), cuando fue secuestrada por las tropas de Tito[cita requerida] y encarcelada por haber rehusado colaborar con los partisanos en contra de los italianos.
El 5 de octubre de 1943, después de haber sido torturada y violada repetidamente, fue arrojada viva en una foiba, junto con otras tres docenas de italianos. Como extremo desprecio, a Norma (que era una muchacha físicamente muy bella,) los verdugos le amputaron los senos antes de arrojarla en la sima. Una semana después fueron hallados sus restos por tropas alemanas, que fusilaron a algunos de sus torturadores.

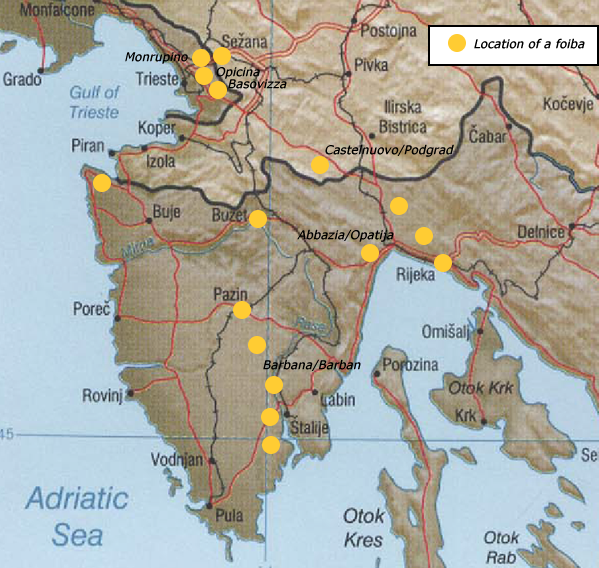
La foiba donde fue arrojada viva la estudiante Norma Cossetto se encuentra cerca de Pirano, en el noroeste de Istria.

Después de la Segunda Guerra Mundial su muerte ha sido enjuiciada como emblemática de las masacres de las Foibe y de la limpieza étnica hecha por eslavos en Istria: en 1949 la Universidad de Padua le confirió la laurea "honoris causa" y al inicio de 2005 el presidente italiano Ciampi le otorgó la "Medaglia d'oro al merito civile".
En julio de 2011 las ciudades de Trieste y Narni (Terni) le han dedicado una calle.